# (3800) Караюсуф
(3800) Караюсуф (лат. Karayusuf) — астероид, относящийся к группе астероидов пересекающих орбиту Марса. Принадлежит к светлому спектральному классу S. Он был обнаружен 4 января 1984 года американским астрономом Элеанор Хелин в Паломарской обсерватории и назван в честь султана Кара Юсуфа. 

Орбита астероида Караюсуф и его положение в Солнечной системе

Максимальное сближение с Марсом состоялось 11 июня 1938 года, когда он пролетел на расстоянии 0,0151 а. е. (2,26 млн км) от планеты.